# Akram Zuway
Akram Zuway (in arabo أكرم زوي‎?; Bengasi, 24 settembre 1991) è un calciatore libico, attaccante dell'Al-Watani.